# 397 î.Hr.

## Nașteri
- dată necunoscută: Antipater  (d. 319 î.Hr.)